# Ла-Крус (Синалоа)
Ла-Крус (исп. La Cruz) — город в Мексике, в штате Синалоа, входит в состав муниципалитета Элота и является его административным центром. Численность населения, по данным переписи 2010 года, составила 15 657 человек.

## Общие сведения
Название La Cruz с испанского языка переводится как крест.
Населённый пункт основал в 1893 году Хосе Мария Кальдерон.
В 1908 году через в посёлке была построена железнодорожная станция, после чего он стал бурно развиваться.
В 1917 году был образован муниципалитет Элота, а в 1937 году Ла-Крус стал его административным центром.